# Olof Bromelius
Olof Bromelius (24 de maio 1639 em Örebro - 5 de fevereiro 1705 em Göteborg; também conhecido pelos nomes Olof Ole Bromell e Olaus Olai Bromelius, este último em escritos produzidos e publicados em latim) foi um médico e cientista botânico natural da Suécia.

## Classificação taxonômica
Charles Plumier nomeou em homenagem a Bromelius o gênero Bromélia da família de plantas Bromeliaceae. 
Carl von Linné mais tarde adotou este mesmo nome .